# کنترل تطبیقی
کنترل تطبیقی (به انگلیسی: Adaptive control) اساساً یک سیستم بازخورد-پویا است که در آن پارامترهای عملکردی به طور خودکار، خود را با شرایط جدید سازگار می کنند. کنترل تطبیقی یک توسعه منطقی از سیستم های کنترل عددی رایانه ای است. به عنوان مثال، یک هواپیما در حال پرواز، جرم آن به علت مصرف سوخت به آرامی کاهش می‌یابد؛ یک قانون کنترل مورد نیاز است که خود را با چنین تغییر شرایط سازگار باشد. کنترل انطباق با کنترل مقاوم متفاوت است، زیرا به اطلاعات پیشین در مورد محدودیت‌های این پارامترهای نامشخص یا متغیر زمان نیاز ندارد.

## برآورد پارامتر
پایه و اساس کنترل تطبیقی، برآورد پارامتر است که شاخه‌ای از شناسایی سیستم است. روش‌های رایج برآورد شامل حداقل مربعات بازگشتی و گرادیان نزولی است. هر دو روش قوانین جدید رو فراهم می‌کنند که برای اصلاح برآوردها در زمان واقعی استفاده می‌شود (به عنوان سیستم عمل می‌کند). پایداری Lyapunov برای استخراج این قوانین و بروزرسانی آن‌ها و معیار همگرایی استفاده می‌شود (معمولاً تحریک پایدار، آرامش در این شرایط در کنترل تطبیقی آموزش همزمان). پیش‌بینی (ریاضیات) و نرمال سازی معمولاً برای بهبود کارایی الگوریتم‌های برآورد استفاده می‌شود.

## طبقه‌بندی تکنیک‌های تطبیقی کنترل
به‌طور کلی باید بین:
1. کنترل تطبیقی feedforward
2. کنترل تطبیقی بازخورد(feedback)

و همچنین بین:
1. روش‌های مستقیم و
2. روش‌های غیرمستقیم
3. روش‌های ترکیبی

روش‌های مستقیم این است که پارامترهای برآورد شده آن‌هایی هستند که به‌طور مستقیم در کنترل‌کننده تطبیقی استفاده می‌شوند. در مقابل، روش‌های غیرمستقیم هستند که در آن پارامترهای برآورد شده برای محاسبه پارامترهای مورد نیاز کنترل‌کننده مورد استفاده قرار می‌گیرند. روش‌های ترکیبی بر اساس هر دو برآورد پارامترها و اصلاح مستقیم قانون کنترل است.
چند دسته گسترده از کنترل تطبیقی فیدبک دار وجود دارد (طبقه‌بندی می‌تواند متفاوت باشد):
دو کنترل‌کننده تطبیقی - بر اساس نظریه دوگانه کنترل
کنترل‌کننده‌های دوتایی بهینه
کنترل‌کننده‌های دوپتیمالیال
کنترل‌های غیر انعطاف‌پذیر
قرار دادن قطب تطبیقی
کنترل‌کنندهٔ اکسترمم یابی
کنترل یادگیری عاطفی
به دست آوردن برنامه‌ریزی
کنترل‌کننده‌های تطبیقی مرجع مدل (MRACs) - شامل یک مدل مرجع، تعریف عملکرد مورد انتظار حلقه بسته‌است.
MRACs بهینه‌سازی گرادیان - استفاده از پارامتر محلی برای تنظیم پارامترها زمانی که عملکرد از مرجع متفاوت است استفاده کنید. به عنوان مثال: "قانون MIT".
پایداری MRACs بهینه‌سازی شده